# 메르세데스-벤츠 악트로스
메르세데스-벤츠 악트로스(독일어: Mercedes-Benz Actros)는 독일 다임러 트럭이 생산하는 대형 트럭이다. SK트럭 후속으로 출시되었으며 차량의 세부 모델은 4자리수로 표기되며 앞의 두 자리는 차량총중량(단위/톤), 뒤의 두 자리는 엔진출력(단위/마력)을 뜻한다. 예를 들면 2648은 차량총중량 26톤, 480마력이다.

## 개요
메르세데스-벤츠 악트로스는 1995년 독일에서 최초로 출시된 차량이다. 대한민국의 경우 다임러 트럭 코리아를 통해 2003년 1월부터 메르세데스-벤츠 악트로스 1세대 덤프 트럭과 트레일러를 시판하고 같은 해 12월부터 2세대 트레일러를 판매하기 시작했다. 2004년 1월부터 2세대 덤프 트럭을 판매하기 시작했다. 2012년에 출시된 메르세데스-벤츠 악트로스 트레일러에 새롭게 선보이는 메르세데스-벤츠의 프리미엄 대형 트럭 메르세데스-벤츠 악트로스 리미티드 에디션 블랙 라이너, 블루 라이너는 메르세데스-벤츠 악트로스의 스페셜 모델이며, 한국 소비자의 니즈를 반영하여 출시되었다. 리미티드 에디션 시리즈는 최첨단 안전기술과 장거리 주행에 최적화된 파워 트레인, 스타일 리쉬한 외관 디자인과 오너 운전자를 위한 안락한 실내 공간을 통해 최고 수준의 안전성과 퍼포먼스, 경제성, 편안함을 제공한다. 차량에는 에어 혼, 선바이저, 자동 선루프를 비롯해 조절 가능한 선블라인드, 자동 온도 조절, 냉장고가 있다. 이와 함께 조명, 라디오, 보조 히터 등 개별 조정이 가능한 침대석은 최고급 폼 매트리스를 적용하여 수면 시 편안함을 제공한다. 또한 한국어가 적용된 신형 계기판과 조절 가능한 스티어링 휠, 오토 크루즈 컨트롤이 적용된다. 특히 이 차량은 1년에 500대 한정 판매 차종이기 때문에 대한민국에서 운행하는 모습이 드문 편이다.

## 사진

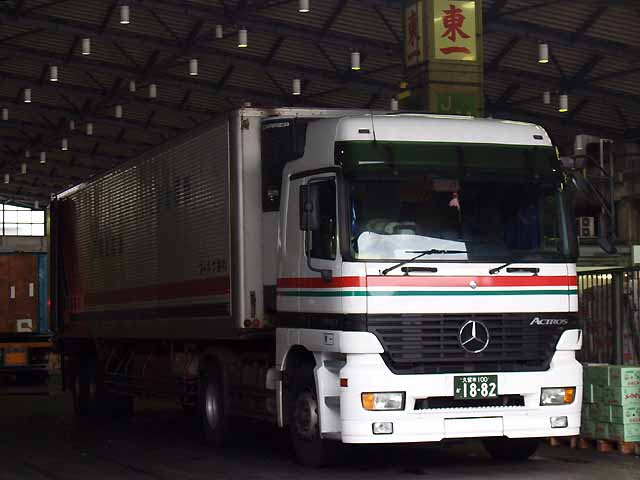
메르세데스-벤츠 악트로스(일본 사양)
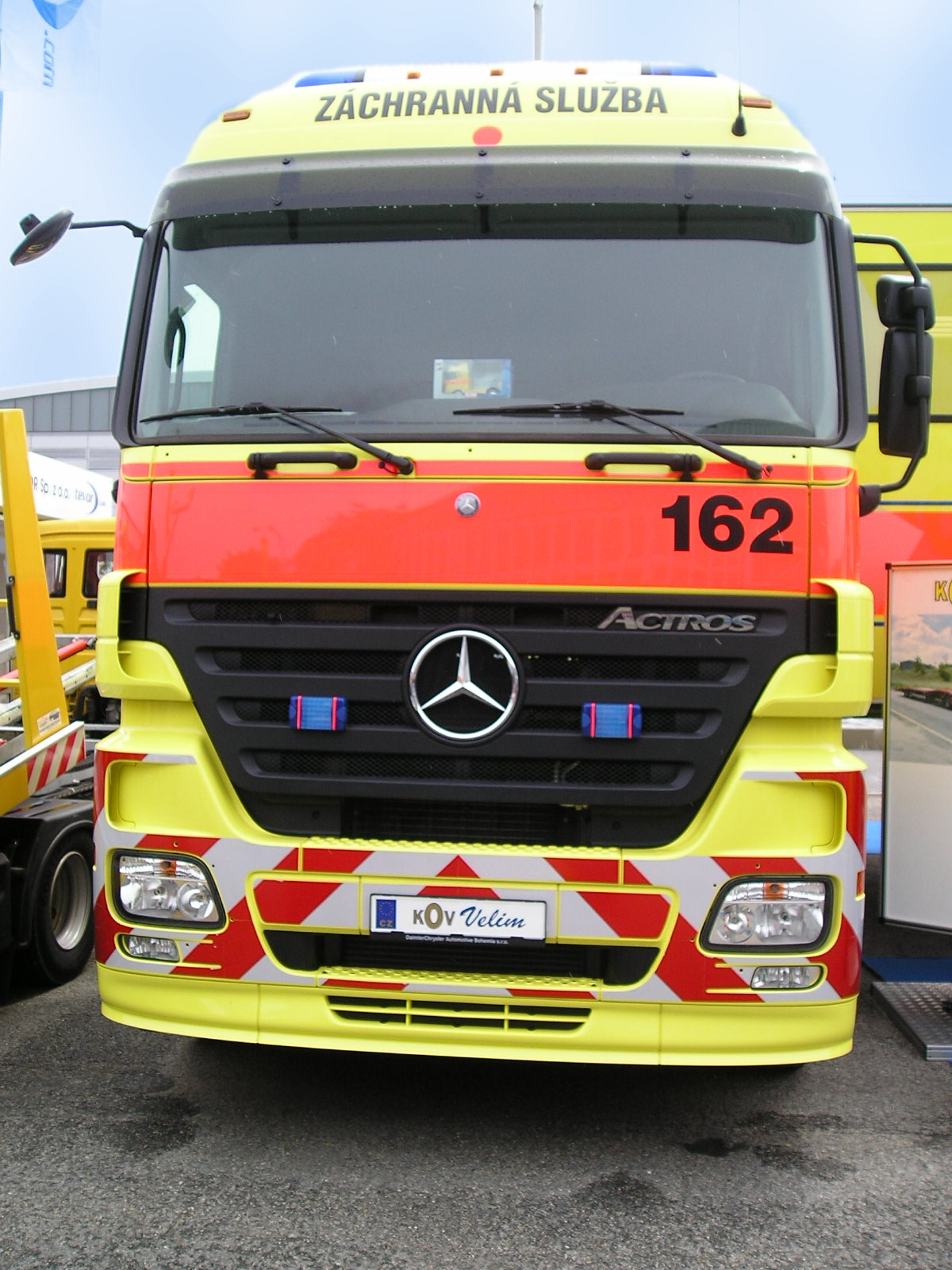
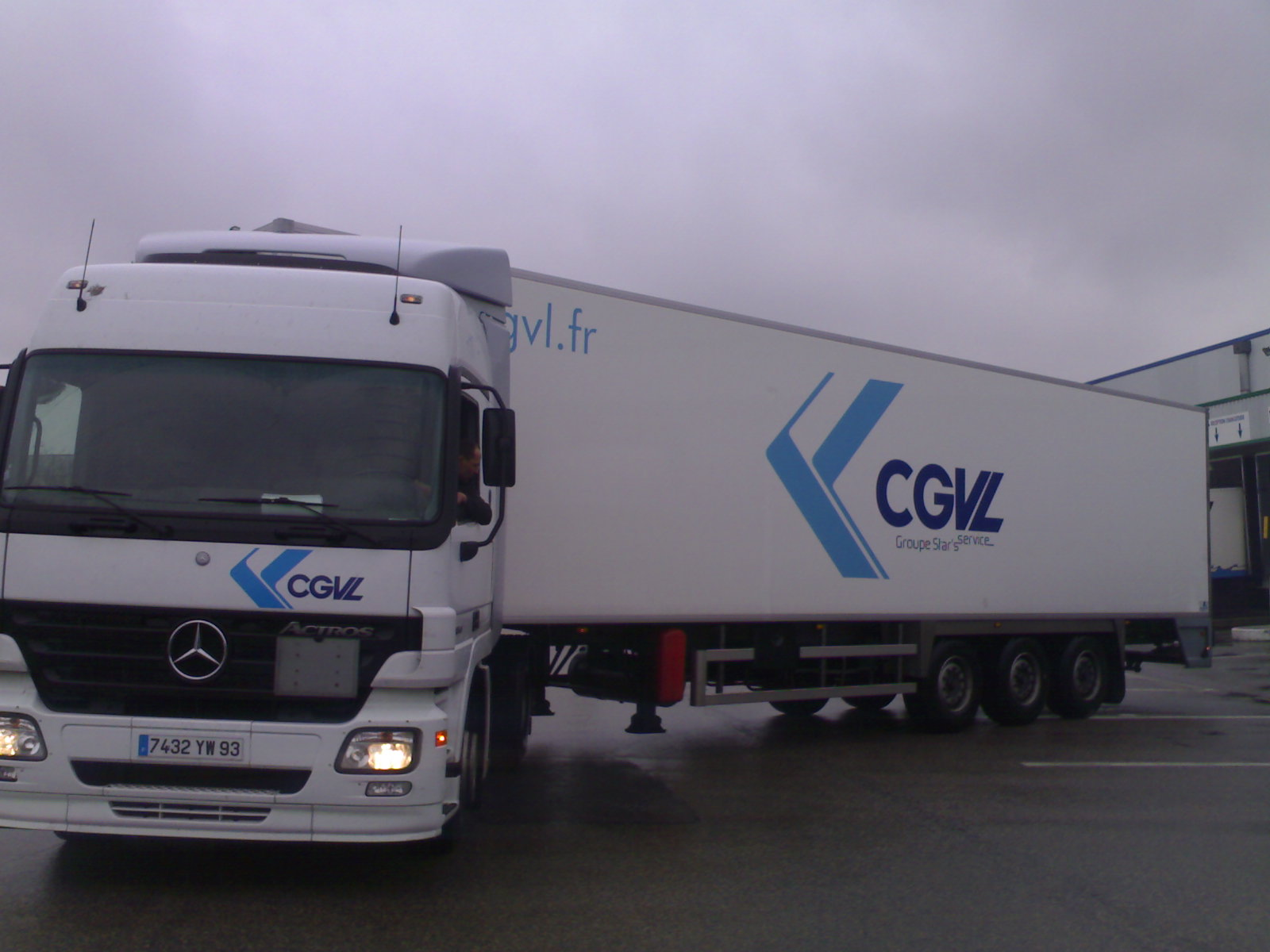
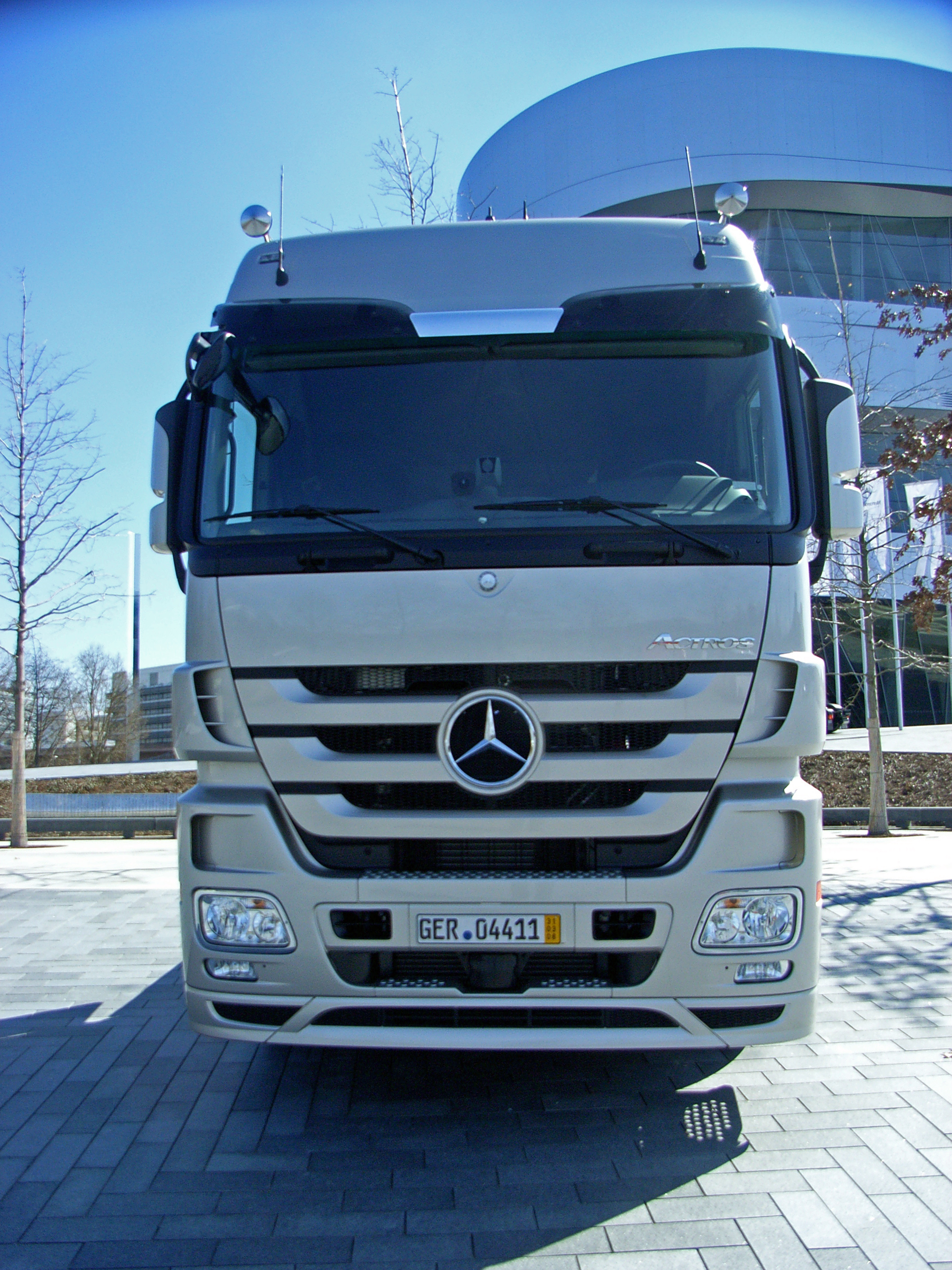
독일 바덴뷔르템베르크 주 슈투트가르트 벤츠 박물관 외부에 있는 메르세데스-벤츠 악트로스
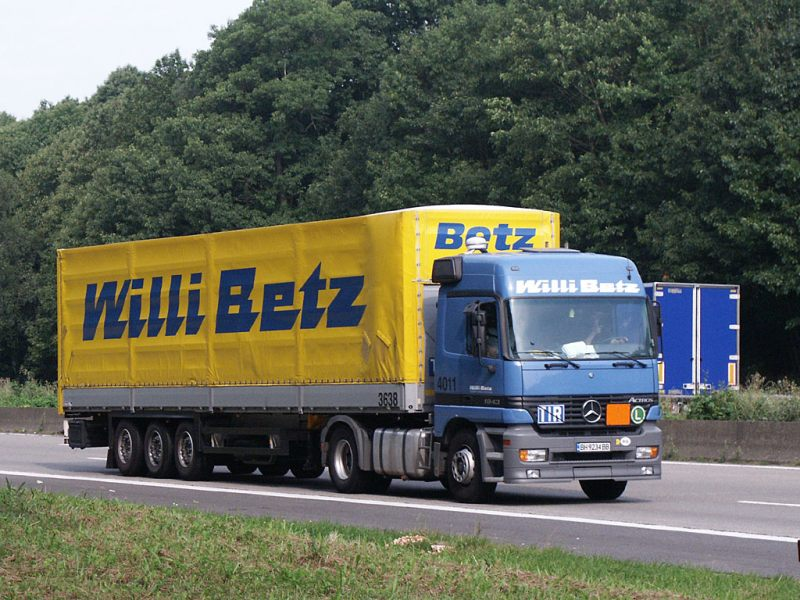
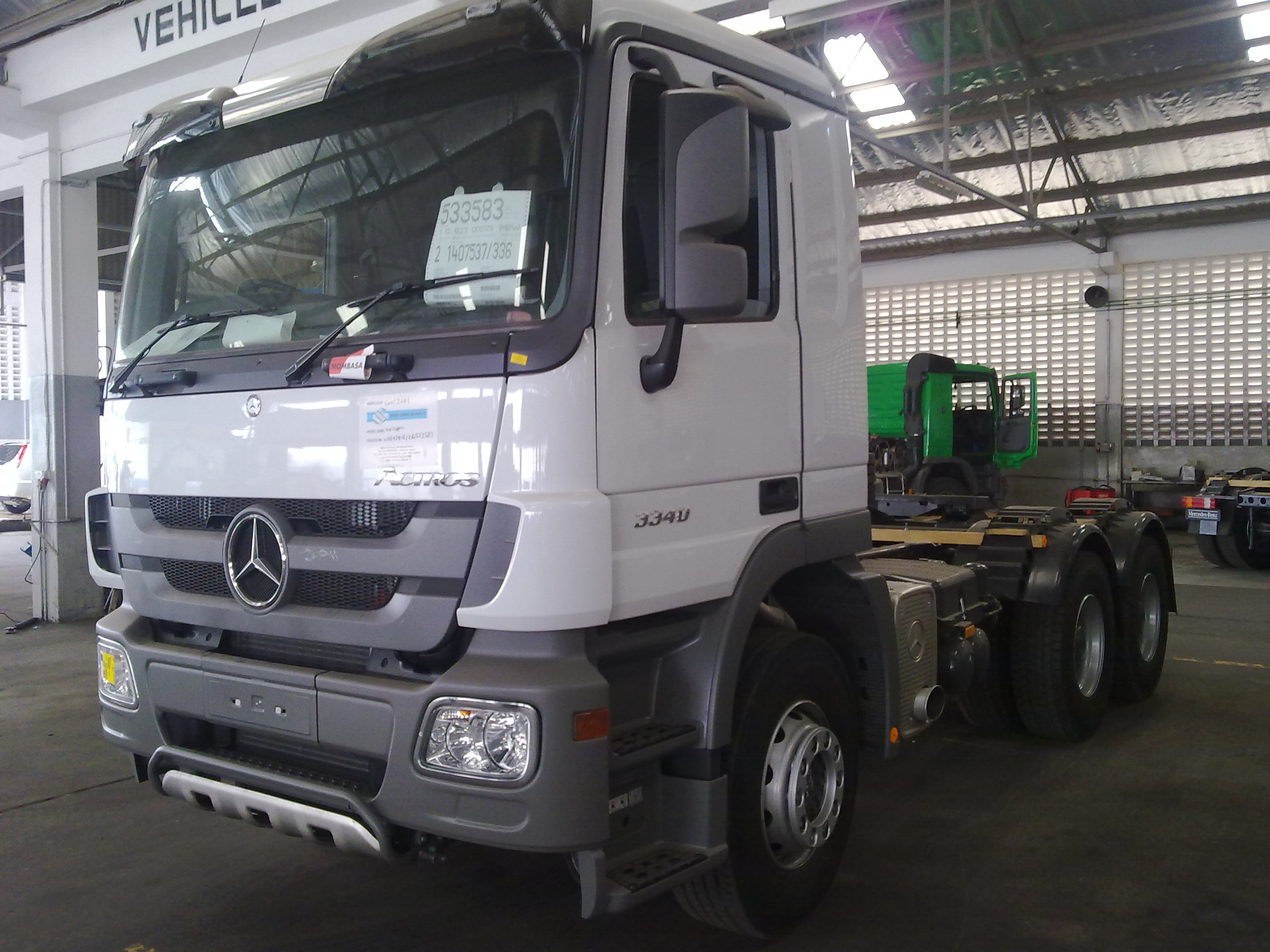
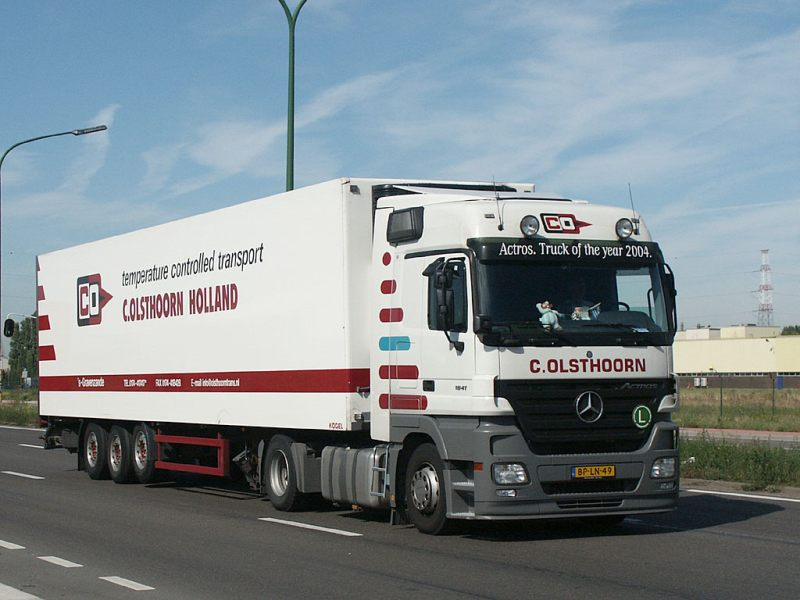
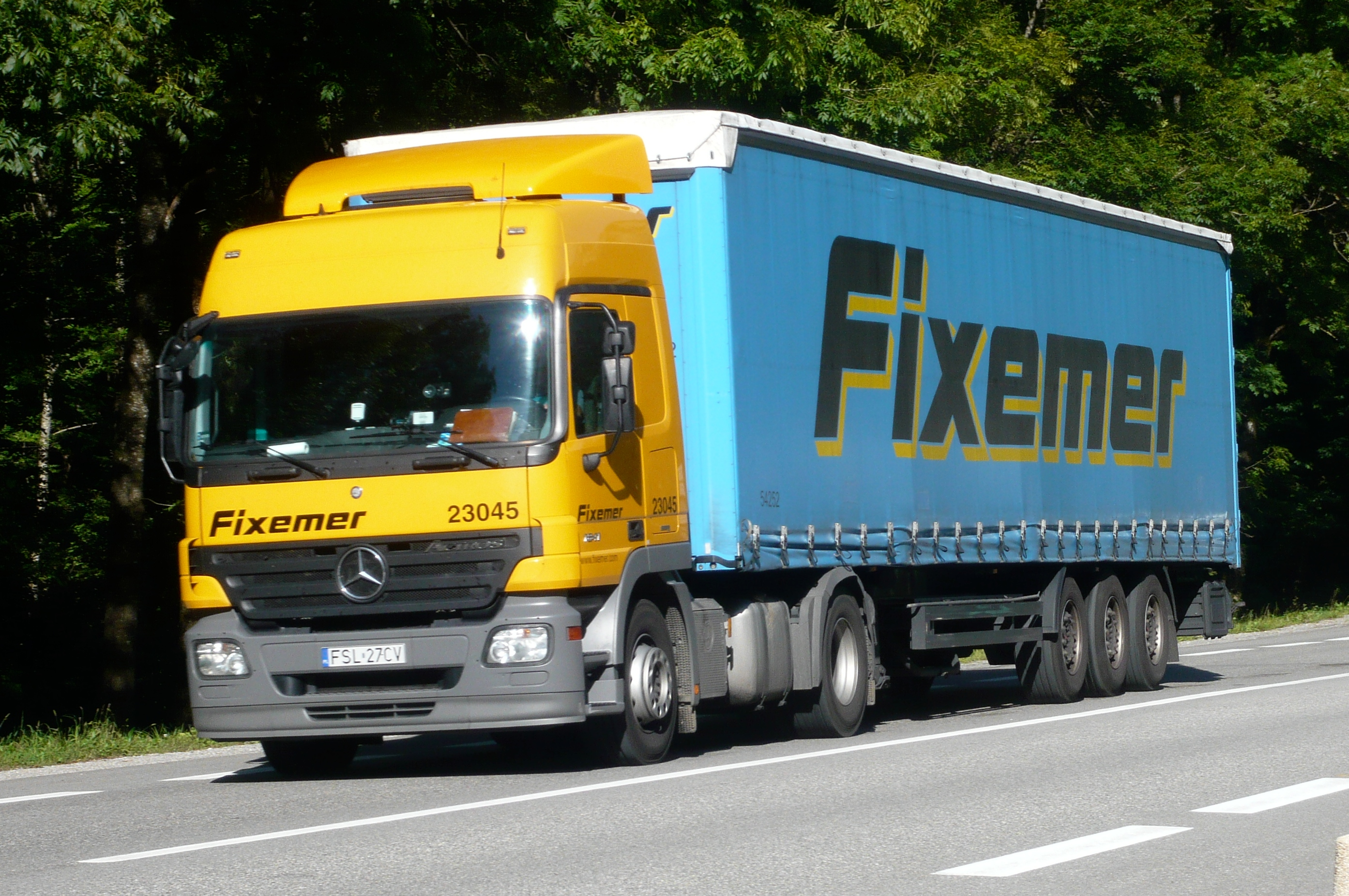
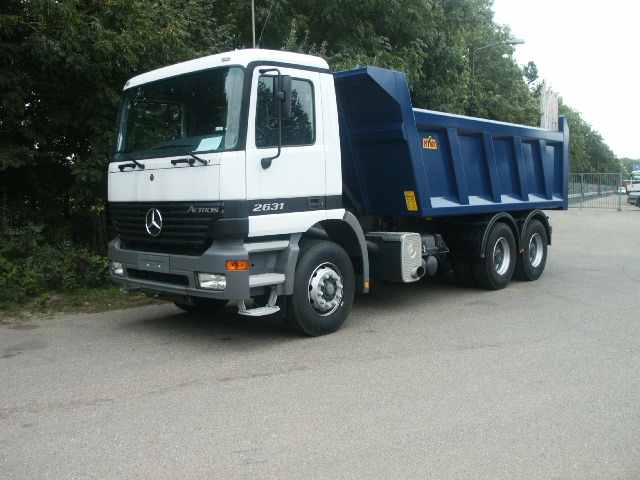
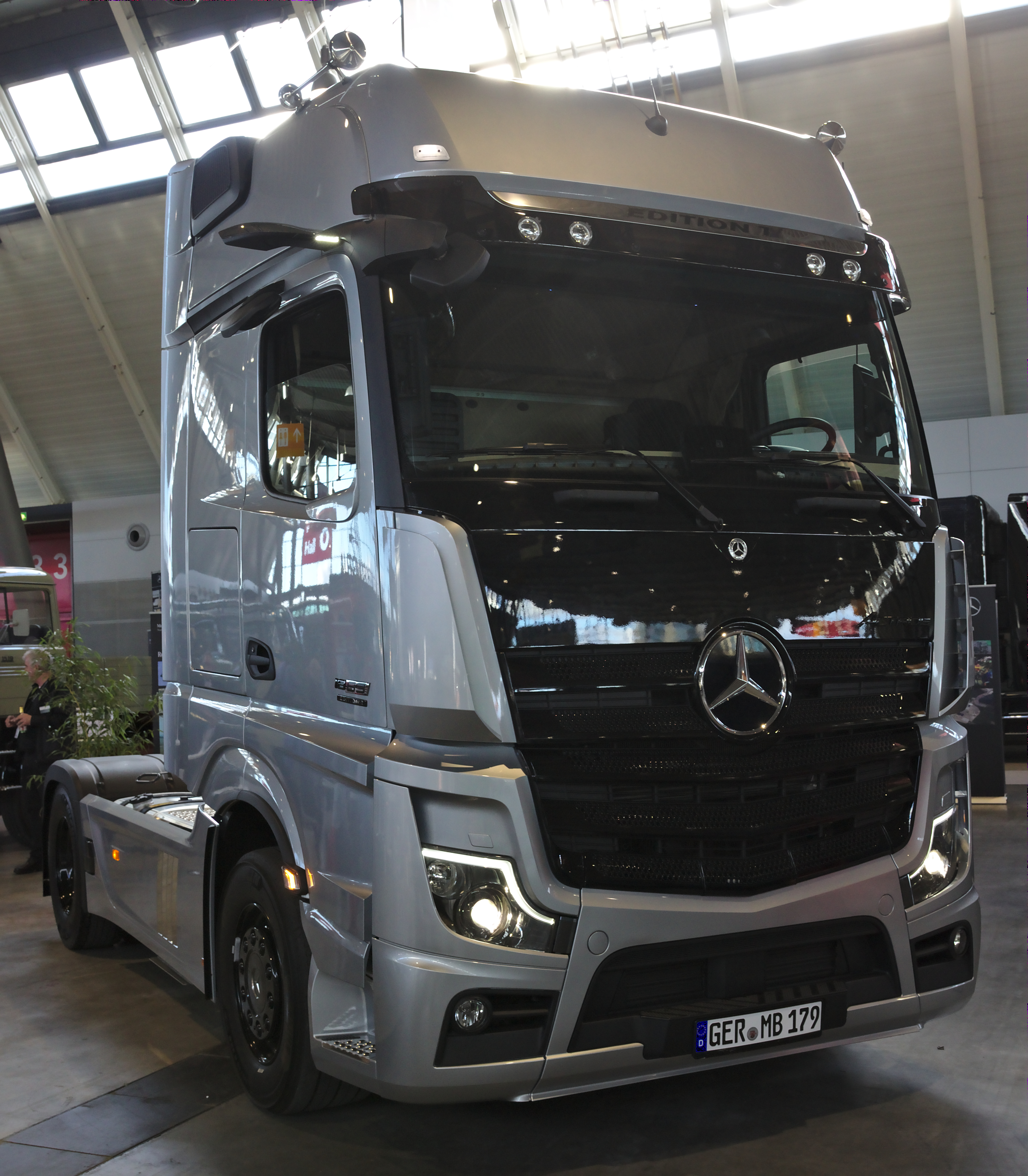

## 경쟁 차종
- 현대자동차 - 현대 트라고, 현대 뉴 파워트럭, 현대 엑시언트
- 타타대우상용차 - 타타대우 노부스 SE, 타타대우 프리마
- 볼보트럭 - 볼보 FM
- 스카니아 - 스카니아 R-시리즈
- DAF - DAF CF, DAF XF
- MAN - MAN TGA
- 이베코 - 이베코 스트랄리스
- 이스즈 - 이스즈 기가

## 같이 보기
- 덤프 트럭
- 미쓰비시후소 슈퍼 그레이트